# Skottbrus

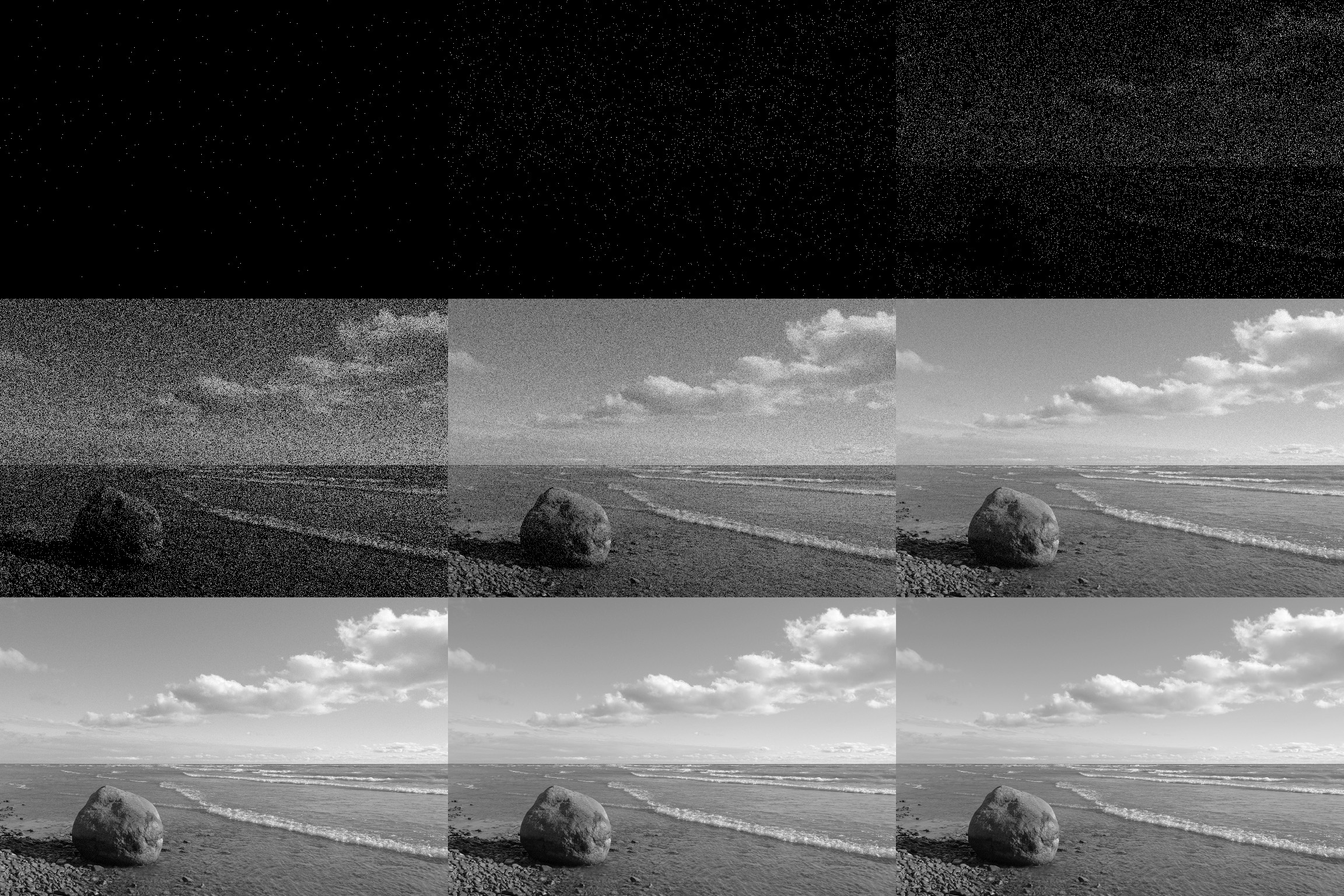
Fotonbrus simulering

Skottbrus är en typ av elektroniskt brus som kommer ifrån den diskreta naturen hos en elektrisk laddning.  Termen tillämpas också på fotonräkning i optiska enheter, där skottbrus är associerat med ljusets partikelnatur.